# Norveška smilica
Norveška smilica (lat. Omalotheca norvegica) vrsta glavočike nekada uključivana u rod smilika (Gnaphalium), danas u Omalotheca. 
Trajnica je, raširena po Europi (uključujući i Hrvatsku) i dijelovima Azije (Sibir, sjeverozapadna Kina) i Sjeverne Amerike (Grenland, Labrador)). 
Viša je od polegnute smilike i naraste preko 40 cm visine (16 inča). Vrijeme cvjetanja su srpanj, kolovoz i rujan. Cvijet može biti bijel ili ljubičast. Plod je cipsela.
- O. norvegica
- O. norvegica
- O. norvegica

## Sinonimi
- Gamochaeta norvegica (Gunnerus) Y.S.Chen & R.J.Bayer
- Gnaphalium fuscatum Pers.
- Gnaphalium fuscum Lam.
- Gnaphalium medium Vill.
- Gnaphalium norvegicum Gunnerus
- Gnaphalium sylvaticum var. subarcticum (Schur) Kuzmanov
- Gnaphalium sylvaticum f. subarcticum Schur
- Synchaeta norvegica (Gunnerus) Kirp.